# Tokha Chandeswori
Tokha Chandeswori es un pueblo ubicado en el distrito de Katmandú, provincia de Bagmati, Nepal.

## Superficie
Cuenta con una superficie de 4,428 kilómetros cuadrados.

## Demografía
Datos hasta 2015
- Población: 7902 habitantes.[1]
- Densidad de población: 1,784 habitantes por kilómetro cuadrado.[1]
- Población masculina: 3883 (49,1%).[1]
- Población femenina: 4019 (50,9%).[1]